# Vill du min Jesus lära känna?
 Vill du min Jesus lära känna? är en EP inspelad i Europafilms studio i Stockholm 1966 med Curt & Roland.

## Låtlista
Sida A
1. Vill du min Jesus lära känna?
2. Det finns ett hjärta som för dig ömmar

Sida B
1. Det är så underbart det namnet Jesus
2. Det finns mera att få